# Kristin Hannah
Kristin Hannah, född september 1960 i Kalifornien, är en amerikansk författare.